# Rachidion nigritum
Rachidion nigritum là một loài bọ cánh cứng trong họ Cerambycidae.